# Aurea borneensis
Aurea borneensis är en fjärilsart som beskrevs av Bethune-Baker 1896. Aurea borneensis ingår i släktet Aurea och familjen juvelvingar. Inga underarter finns listade i Catalogue of Life.